# Нульова гіпотеза
Нульова́ гіпо́теза — це загальне припущення при статистичному висновуванні про те, (1) що ефекту, який вивчається, не існує або ж, (2) що не існує жодного зв'язку між двома вимірюваними явищами. Якщо нульова гіпотеза істинна, то різниця, що спостерігається між сукупностями, може бути спричинена похибкою вибірки (репрезентативності).
Поняття нульової гіпотези часто використовується в статистичних методиках, зокрема такими науками, як біологія, медицина, соціологія. Нульова гіпотеза — це бездоказове припущення, здійснене до проведення дослідження. Поняття нульової гіпотези передбачає існування альтернативної гіпотези, що її заперечує. Нульова гіпотеза зазвичай в роботах позначається H0, а альтернативна — H1. Наприклад, при вивченні впливу куріння на рак легень, нульовою гіпотезою є твердження, що жодного взаємозв'язку не існує .
Для людей практично завжди характерний суб'єктивізм — існування певного упередженого ставлення до будь-яких явищ, навіть цілком абстрактних. Тому більшість досліджень проводиться з певною метою і очікується підтвердження інтуїтивних чи моральних здогадок вчених (альтернативної гіпотези) про наявність статистично значущої кореляції поміж факторами. Нульова ж гіпотеза слугує протилежною точкою зору, яку дослідник намагається спростувати — довести, що одна характеристика таки має вплив на іншу. Проте емпірика часто доводить і правильність саме нульової гіпотези. У такому випадку дослідження показує інший результат, аніж очікувався.

## Приклади
- Чи хлопці вищі ніж дівчата у віці восьми років? Нульова гіпотеза це «їхня усереднена висота однакова.»
- Чи використовують підлітки застосунок для знаходження ресторанів частіше ніж дорослі? Нульова гіпотеза це «вони використовують застосунки в тій самій кількості в середньому.»
- Чи з'їдання яблука щодня зменшує кількість відвідувань лікаря? Нульова гіпотеза це «яблука не зменшують кількість відвідувань лікарів."
- Чи маленькі держави щільніше заселені ніж великі? Нульова гіпотеза це «маленькі держави мають таку саму густоту населення, як і великі держави.»
- Чи залежить густота населення від величини держави? Нульова гіпотеза тут це «держави різних розмірів мають однакову густоту населення в середньому.»